# Елиът Гулд
Елиът Гулд (на английски: Elliott Gould), е американски филмов, театрален и телевизионен актьор. 

## Биография
Роден е като Елиът Голдщайн на 29 август 1938 г. в нюйоркския район Бруклин. Майка му Лусил е продавачка на изкуствени цветя, а баща му Бърнард Голдщайн е доставчик на текстил за модната индустрия в т.нар. „Garment District“ (квартал на облеклото) в Манхатън. Бабите и дядовците на Гулд са с еврейски произход, емигранти от Русия, Украйна и Полша.
Елиът завършва специализираното училище за деца-актьори в Манхатън, наричано Professional Children's School. В края на 50-те години се появява в малки роли на сцените на Бродуей. През 1962 г. получава първата си значима роля в театралната постановка „I Can Get It for You Wholesale“, където се запознава с Барбра Страйсънд, която също е в актьорския състав. Година по-късно двамата стават семейна двойка. Дебютът си в киното прави през 1964 г. във филма „The Confession“ на Уилям Дитърле, където звезда на продукцията е Джинджър Роджърс.
След началото на филмовата му кариера през 60-те години в продължение на четири десетилетия Гулд е сред най-разпознаваемите типажни актьори на американската кинематография. Името му излиза на преден план с изпълнението му във филма „Боб & Керъл & Тед & Алис“ (1969) на режисьора Пол Мазурски, за което е номиниран за награда „Оскар“ за най-добра поддържаща мъжка роля.
В началото на 70-те години Елиът Гулд достига върха на популярността си с главните роли в поредица класически творби на славния режисьор Робърт Олтмън – сатирата „Военнополева болница“ (1970), класическото криминале „Дългото сбогуване“ (1973) по романа на Реймънд Чандлър и декадентския „Калифорнийско разцепване“ (1974), за първия от които получава номинация за наградата „Златен глобус“ за най-добър актьор в мюзикъл или комедия.
На по-късен етап в кариерата си Гулд е в актьорския екип на номинирания за „Оскар“ „Бъгси“ (1991) на Бари Левинсън и култовия „Американска история Х“ (1998) на Тони Кей. След 2000 г. популярност му носи ролята на колоритния бивш хазартен бос Рубен Тишков в касовата поредица за „Бандата на Оушън“ на Стивън Содърбърг.
Елиът Гулд има участия и в театрални постановки на сцените на Бродуей, предимно през 60-те години, където се запознава с първата си съпруга, известната певица и актриса Барбра Страйсънд.

## Избрана филмография
| Година | Филм                     | Оригинално заглавие       | Роля                     | Режисьор         | Бележки                                                                |
| ------ | ------------------------ | ------------------------- | ------------------------ | ---------------- | ---------------------------------------------------------------------- |
| 1964   | Изповедта                | The Confession            | ням човек                |                  |                                                                        |
| 1969   | Боб & Керъл & Тед & Алис | Bob & Carol & Ted & Alice | Тед Хендерсън            |                  | номинация за „Оскар“ за най-добра поддържаща роля                      |
| 1970   | Военнополева болница     | MASH                      | траперът Джон Макинтайър | Робърт Олтмън    | номинация за „Златен глобус“ за най-добър актьор в мюзикъл или комедия |
| 1973   | Дългото сбогуване        | The Long Goodbye          | Филип Марлоу             | Робърт Олтмън    |                                                                        |
| 1974   | Калифорнийско разцепване | California Split          | Чарли Уотърс             |                  |                                                                        |
| 1977   | Недостижимият мост       | A Bridge Too Far          | Полковник Робърт Стаут   | Ричард Атънбъро  |                                                                        |
| 1991   | Бъгси                    | Bugsy                     | Хари Грийнбърг           | Бари Левинсън    |                                                                        |
| 1998   | Американска история Х    | American History X        | Мъри                     |                  |                                                                        |
| 2001   | Бандата на Оушън         | Ocean's Eleven            | Рубен Тишков             | Стивън Содърбърг |                                                                        |
| 2004   | Бандата на Оушън 2       | Ocean's Twelve            | Рубен Тишков             | Стивън Содърбърг |                                                                        |
| 2007   | Бандата на Оушън 3       | Ocean's Thirteen          | Рубен Тишков             | Стивън Содърбърг |                                                                        |